# Pénétrante de Marrakech-Palmeraie
L'autoroute A301 ou pénétrante de Marrakech Palmeraie est une autoroute marocaine, longue de 14 km, permettant l'accès à Marrakech depuis l'autoroute Casablanca - Agadir via la palmeraie. Il s'agit d'un des 4 accès à Marrakech par l'autoroute, et la plus longue des pénétrantes marocaines.

## Tracé
| Nom inaugural          | Nom actuel | Section                                | État (2020)                | Longueur |
| ---------------------- | ---------- | -------------------------------------- | -------------------------- | -------- |
| Autoroute de Marrakech | A301       | Sidi Bou Othmane – Marrakech-Palmeraie | En service (16 avril 2007) | 14 km    |

## Sorties
| Elément                                        | Kilomètre | Itinéraire | Routes |
| ---------------------------------------------- | --------- | --- | ------ |
| Échangeur entre A301 et A3                     | km 0      | تــامــــنــــــصــــــورت شـــــيــــشـــــاوة الــــصـــــويـــرة أڭـــــــاديـــــــر Tamansourt Chichaoua Essaouira Agadir | A3     |
| Échangeur entre A301 et A3                     | km 0      | ابــن جــــريــر الدار البـيضاء Ben Guerir Casablanca                                                                          | A3     |
| Oued                                           | km 8      | Oued Defla |        |
| Péage                                          | km 13     | Gare de péage de Marrakech Palmeraie                                                                                           |        |
| Échangeur entre A301 et N9 · Fin de pénétrante | km 14     | مـــراكـــــش Marrakech | N9     |
| Échangeur entre A301 et N9 · Fin de pénétrante | km 14     | ابــن جـــريـــر الدار البـيضاء Ben Guerir Casablanca                                                                          | N9     |